# Organum
Organum (griechisch Organon, „Instrument“; Mehrzahl: Organa; auch Diaphon) bezeichnet die ersten abendländischen Arten der Mehrstimmigkeit im 9. bis 11. Jahrhundert. Die Organa entwickelten sich im frühen Mittelalter in der Praxis des gregorianischen Gesangs. Auch das einzelne überlieferte Stück dieser Art wird oft Organum genannt.
Einer Hauptstimme (Vox principalis oder Cantus, später der Cantus firmus) wird zunächst eine einzelne zweite Stimme (Vox organalis, später der Discantus) in recht starrer Parallelbewegung (Intervalle, beispielsweise Primen, Quarten, Quinten, Oktaven) hinzugefügt. Dieser improvisierte mehrstimmige Gesang, bei dem auch besonders die Orgel in Parallelen begleitet, ist aus dem Mittelalter in Sängerschulen einiger Klöster und Kathedralen überliefert. In der Zeit vom 9. zum 11. Jahrhundert begannen Komponisten oder Sänger der Choralschola, weitere Stimmen hinzuzufügen und sich von der starren Intervallbindung zu lösen. Spätere, komplexe, bis zu vierstimmige Organa stammen von Perotin und seinem Lehrmeister Leonin, den führenden Vertretern der Notre-Dame-Schule.

## Ursprung und erste Quellen
Die frühesten Quellen aus dem 9. Jahrhundert beschreiben das Organum als eine aktive Praxis. Diese Praxis mag schon einige Hundert Jahre älter sein – ihre Ursprünge lassen sich nicht rekonstruieren. Es ist nicht klar, ob das frühe Organum sich aus einem primitiven, strengen Parallelismus entwickelt hat oder aber aus einer freien, nur durch die Kirchentonarten gebundenen Heterophonie.
Das erste Dokument, das die Organumpraxis nachvollziehbar beschreibt, ist die Musica enchiriadis (gegen 895), ein Traktat, das traditionell (und vermutlich inkorrekt) dem Mönch Hucbald (* um 840; † 930) zugeschrieben wurde. Das Werk entstand vermutlich im Kloster Werden. Danach war die Organumpraxis nicht als Mehrstimmigkeit im modernen Sinn konzipiert, sondern die hinzutretende Stimme sollte lediglich den einstimmigen Gesang verstärken. Die Musica enchiriadis macht außerdem deutlich, dass Oktavverdopplungen akzeptiert wurden, denn sie ließen sich bei gemeinsamem Gesang von Männer- und Knabenstimmen nicht vermeiden. Auch das Mitspielen einer Singstimme durch Instrumente war Praxis. Der Traktat Scholia enchiriadis behandelte das Thema eingehender.
Im ursprünglichen Parallelgesang lag die originale Melodie in der oberen Stimme (Vox principalis). Die Vox organalis wurde ein perfektes Intervall tiefer parallel geführt, meist eine Quarte tiefer. So hörte man die Melodie als Hauptstimme, die Vox organalis als Begleitung oder Verstärkung. Diese Art des Organums wird heute üblicherweise als Parallelorganum bezeichnet, je nach Intervall beispielsweise als Quartorganum oder Quintorganum, obwohl in frühen Traktaten Begriffe wie Sinfonia gebräuchlich waren.
Da die Musica enchiriadis vor der (Wieder-)Entwicklung einer standardisierten musikalischen Notation geschrieben wurde, beschreibt sie das Organum rein textlich. Es ist nicht bekannt, wie genau die Angaben befolgt wurden. Beide Enchiriadis-Abhandlungen versuchen in erster Linie eine pseudo-wissenschaftliche Herleitung des Hexachords und der Kirchentonleitern. Daher stand bei der Behandlung des Organums  möglicherweise der Blickwinkel der aufkommenden Hexachord-Lehre gegenüber einer fachlich genauen Beschreibung der Organumpraxis im Vordergrund.

## Freies Organum
Ein strenges Parallelorganum wurde schon in diesen frühen Schriften nicht als abschließend dargestellt. Die Abhandlungen gehen von der Grundlage der Parallelität aus und schlagen dann „bessere“ Arten des Organums vor: unter Einbeziehung von Zwischentönen. So werden im Quartorganum nicht nur Quarten verwendet, sondern auch kleinere Intervalle, um dem bei starrer Parallelbewegung zeitweilig zwangsläufig auftretenden Tritonus zu entgehen. Die überwiegende Mehrzahl der Musikbeispiele dieser Abhandlungen verwendet als Intervalle Sekunden, Terzen, Quarten, Quinten und Sexten. Die Ästhetik zur Begründung dieser anderen Intervalle wurde durch Guido von Arezzo in seinem Micrologus untersucht (ab zirka 1020). Diese stärker variierten Formen des Organums werden als freies oder schweifendes oder melismatisches Organum bezeichnet.
Das schweifende Organum verwendet außer Parallel- auch Seitenbewegung (eine der beiden Stimmen bleibt unbewegt), und auch gerade Bewegung (beide Stimmen gehen in dieselbe Richtung, aber um verschiedene Intervalle) und Gegenbewegung gewinnen an Bedeutung. Das Winchester Tropar (um 1050), Werke von Johannes Cotto und die so genannten Chartres-Fragmente dokumentieren eine kontinuierlich freier werdende Behandlung der Stimmführung.
Im späten 11. Jahrhundert finden sich Beispiele, in denen mehrere Noten der Organal-Stimme nacheinander gegen eine einzige Note des Cantus firmus gesetzt werden.

## Die Trouvères im 11. und 12. Jahrhundert
Die Troubadours, ausgehend im 11. Jahrhundert von Südfrankreich (Okzitanien), und die Trouvères des 12. Jahrhunderts in Nordfrankreich sowie die Minnesänger im deutschsprachigen Raum  verwendeten für ihre geistliche und weltliche Lyrik zum Teil gleiche Melodien, bis sich schließlich erste schriftliche Aufzeichnungen der Organa als Partituren in Neumen-Notation im Wallfahrtsort St. Jacob in Santiago de Compostela in Nordspanien und in St. Martial in Limoges in einem Kloster finden.

## Sankt-Martial-Schule und Notre Dame im 12. bis 13. Jahrhundert
Das Organum erreichte seinen Höhepunkt im 12. Jahrhundert. Gegenüber der Improvisation des Organums tritt seine Komposition in den Vordergrund. Der Cantus firmus liegt nicht mehr in der Oberstimme, sondern in der tiefsten Stimme als Basis des musikalischen Satzes. Entsprechend ihrer Lage gewinnen die organalen (Ober-)Stimmen an musikalischer Bedeutung. Zwei unterschiedliche Schulen sind führend in der Organum-Komposition: die St.-Martial-Schule und die Notre-Dame-Schule, nach der die zweite Hälfte des 12. und die erste Hälfte des 13. Jahrhunderts auch als Notre-Dame-Epoche bezeichnet wird.
Die St.-Martial-Schule war eine Komponistenschule um die Abtei St. Martial in Limoges. Neben reichen Organa stammen (einstimmige) Tropen und Sequenzen aus diesem Umfeld.
In der Notre-Dame-Epoche schufen Léonin (Leoninus magnus) und Pérotin (Perotinus magnus) großangelegte drei- und vierstimmige Organa, die mit Hilfe der neu entwickelten Modalnotation schriftlich festgehalten wurden. Die Organisation der Stimmen war nur durch die Verwendung eines ordnenden Rhythmus möglich, der auf den  sechs Modi des Modalrhythmus beruhte.
Aus der Kunst der Notre-Dame-Schule erwuchsen spätere Formen wie die Motette der Ars antiqua.